# Pinus cembra
Espèce
Répartition géographique
Classification phylogénétique
Statut de conservation UICN

 LC  : Préoccupation mineure
Le Pin cembro ou Pin des Alpes (Pinus cembra) est une espèce d'arbres de la famille des Pinaceae.
C'est un arbre caractéristique de la haute montagne car il se développe entre 1 700 et 2 400 mètres d'altitude, là où les hivers sont très longs et les températures rigoureuses.
Il est parfois appelé arol, arole, arolle, arve, auvier, pin arolle ou tinier.

## Description

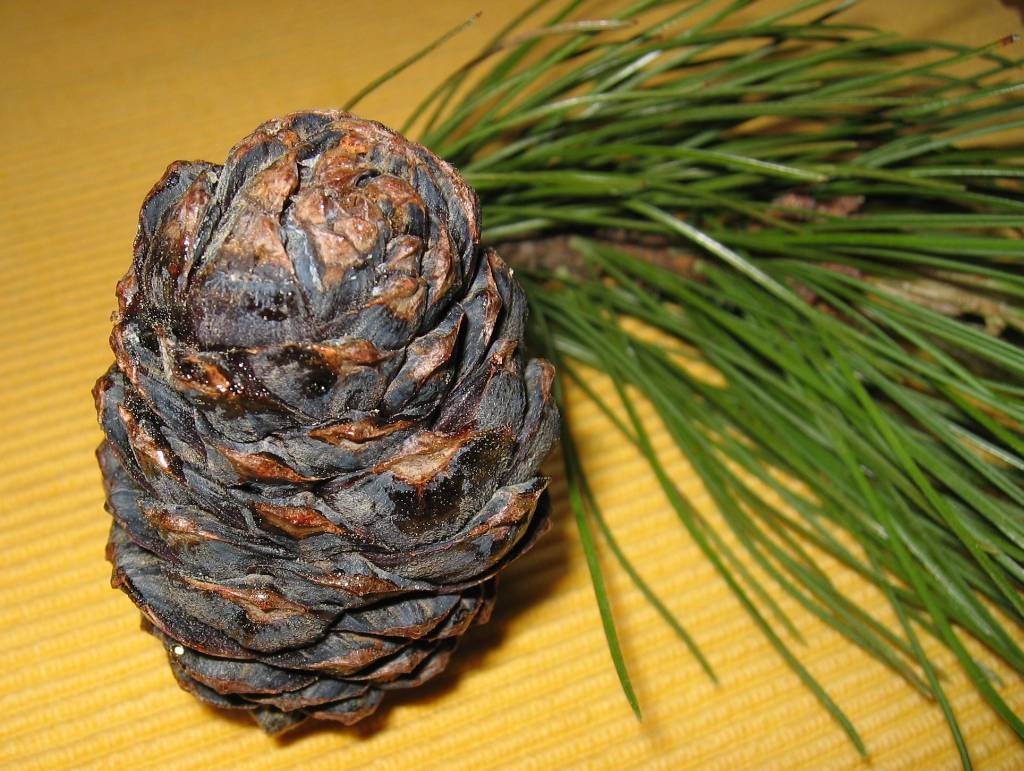
Aiguilles et cône de Pin cembro.

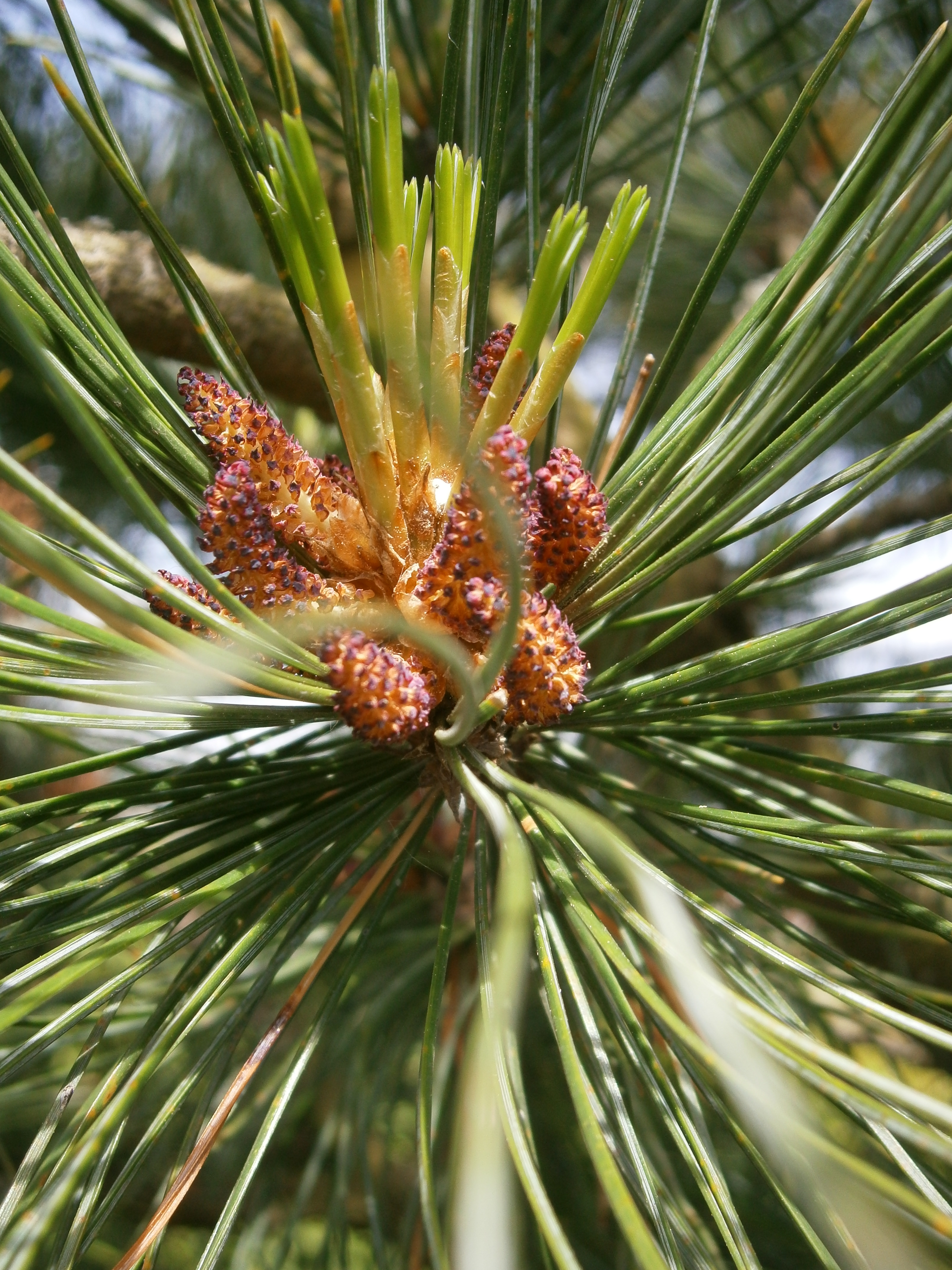
Cônes mâles.

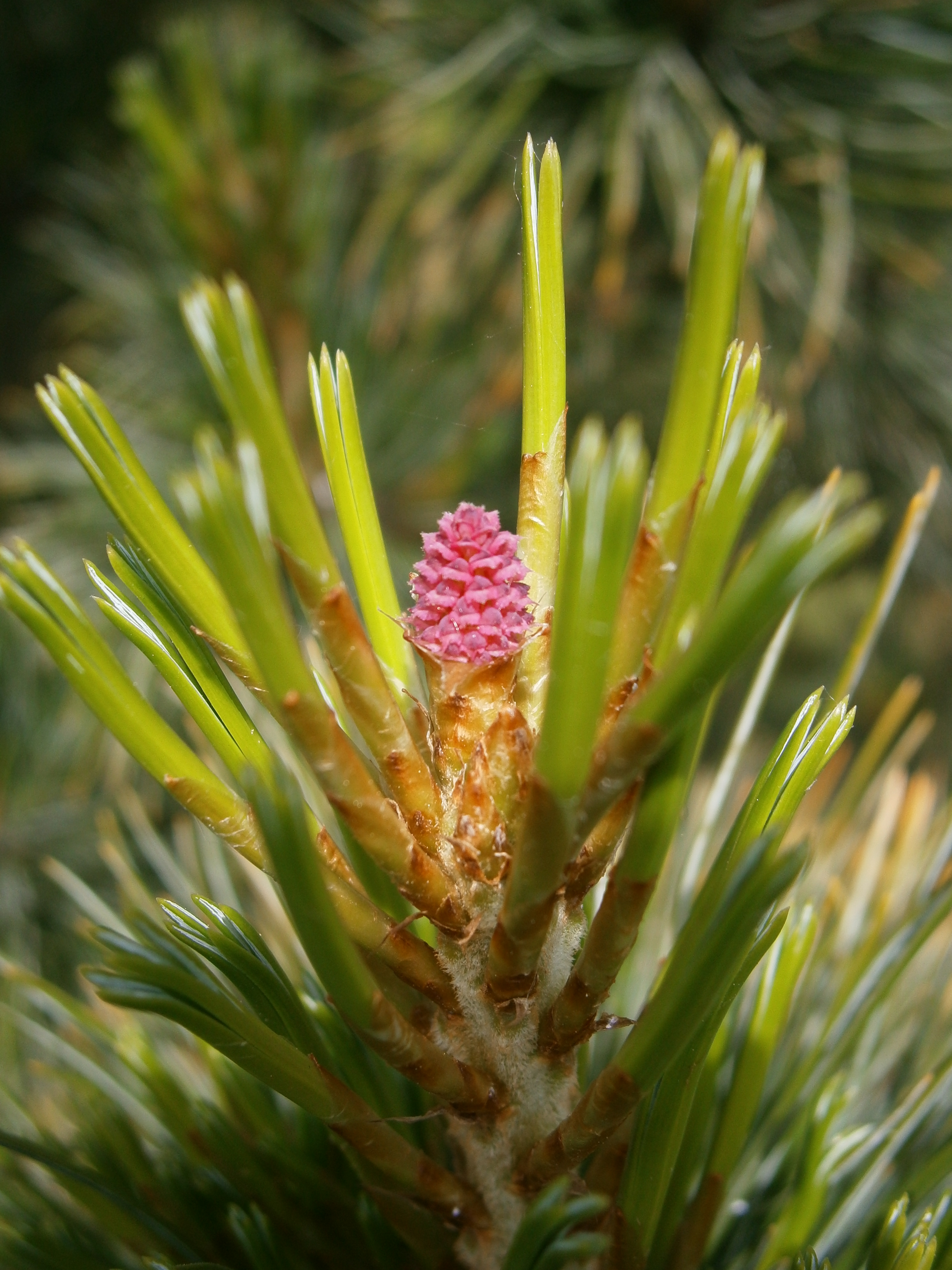
Cône femelle.

C'est un arbre résineux atteignant 25 mètres de haut. Le tronc est droit, la cime est obtuse souvent multiple en vieillissant. Les branches sont très redressées. Son rhytidome est gris foncé, d'abord lisse puis écailleux. Il présente des cellules résinifères. Les rameaux sont vert bleuté et pubescents roux. Les bourgeons sont cylindriques et pointus, à écailles plus ou moins libres, d'un brun roux avec une marge blanchâtre. Ses aiguilles de 4 à 8 centimètres, fines, de section triangulaire, sont groupées par cinq, persistantes de 3 à 5 ans ; elles sont parsemées de stomates blancs sur toutes les faces, ce qui leur donne une couleur vert bleuté.
Les cônes mâles sont généralement d'un rouge carminé, les jeunes cônes femelles sont d'un violet rosé. Ces derniers sont ovoïdes, d’abord violets puis brun-gris, trapus (5-8cm de long et 4-5cm de largeur à maturité), à grosses écailles peu lignifiées aplaties, dressés, à ombilic terminal muni d'un très court mucron, maculées de résine, subsessile, striées longitudinalement sur le dos. Ils tombent sans s'ouvrir, la première année. La graine appelée « pignon » est non ailée et mesure 10 à 12 millimètres de long et 7 à 8 millimètres de large, elle est à coque épaisse et dure, comestible.
On distingue trois sous-espèces :

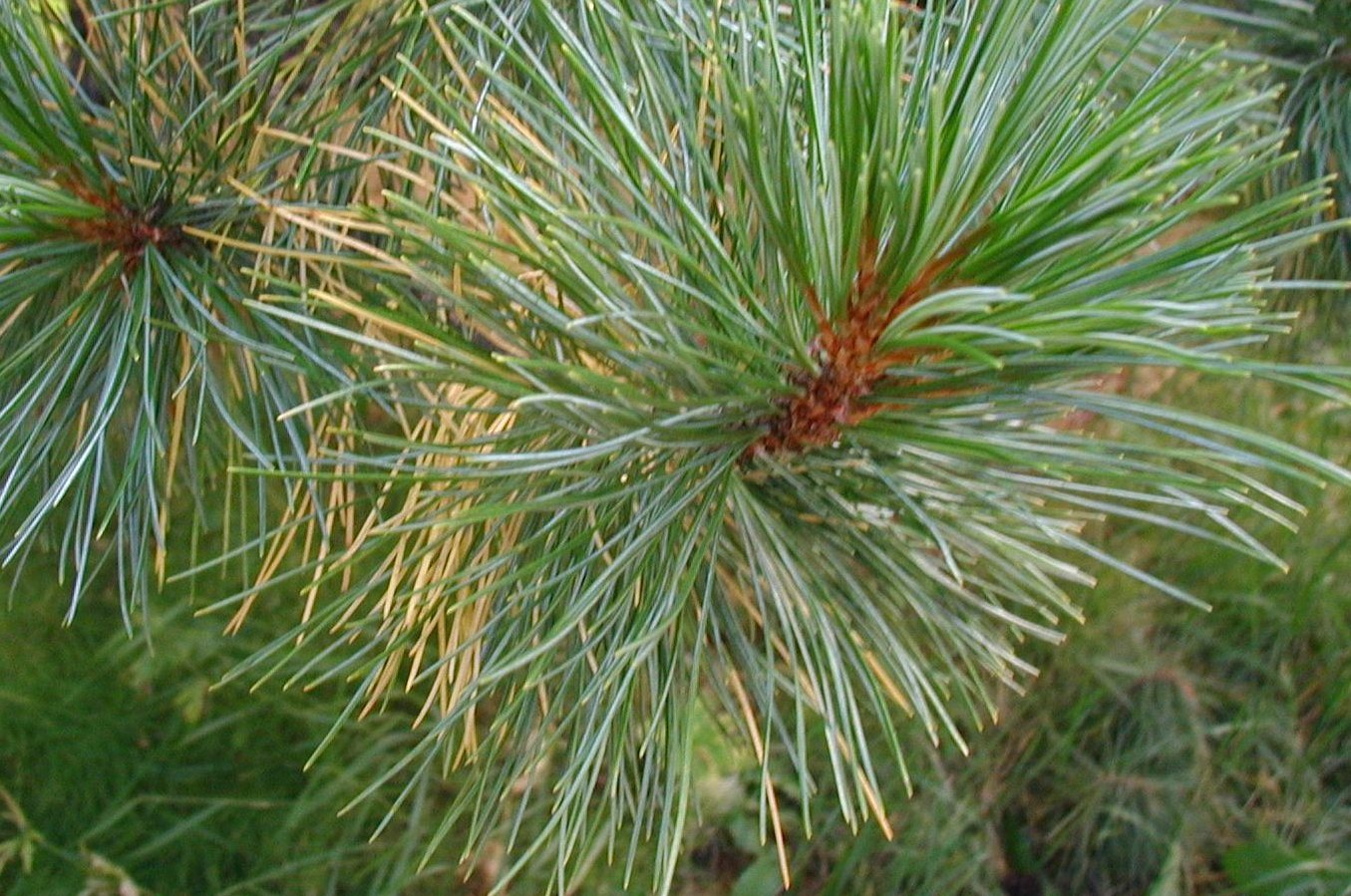
Aiguilles de Pin cembro.

- Pinus cembra ssp. cembra (syn. Pinus montana, var. helvetica, ssp. communis…), dit « pin cembro », « arolle », « auvier » : port : 20 à 25 mètres de haut ; cônes : 5 à 8 cm ; aire : étage subalpin des Alpes et Carpates (1200-2500 mètres d’altitude|date=décembre 2012), jusqu'à 2 400 mètres d'altitude aux Grisons et 2 800 mètres d'altitude en Valais[1].

Dans la réserve naturelle du Plan de Tueda, à Méribel en Savoie, pousse l'une des plus vastes forêts de Pin Cembro des Alpes du Nord, avec 345 ha de cembraie.
- Pinus cembra ssp. sibirica (syn. Pinus sibirica ; Pinus coronans, var. hingganensis), dit « pin de Sibérie » : port : jusqu’à 40 mètres ; cônes : 6-13 cm ; aire : des monts Oural au lac Baïkal, mont Altaï, Hondo (basse altitude).

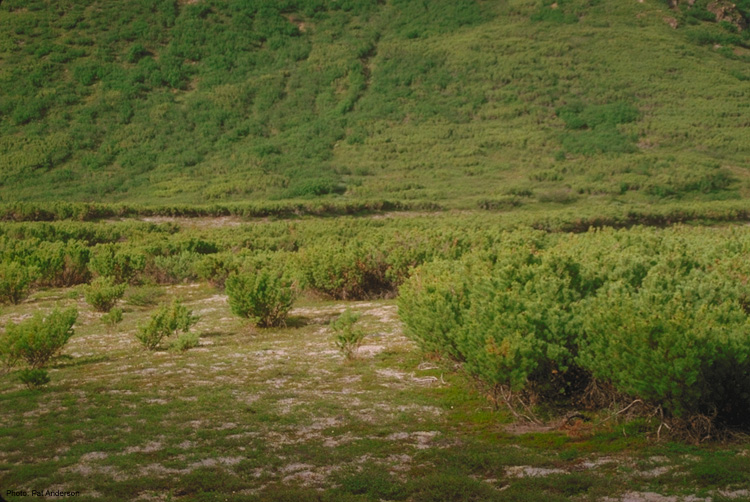
Port du pin nain de Sibérie.

- Pinus cembra ssp. pumila (syn. Pinus pumila, var. pygmaea), dit « pin nain de Sibérie » : Arbuste rampant, cônes de 3 à 5 cm. Aire comprise à la limite supérieure des forêts au Nord-est de l’Asie : Mandchourie, Sakhaline, Kamtchatka, Kouriles, Hondo et Hokkaidō (Japon).

## Biologie
Son cône ovoïde abrite de petites graines au goût agréable dont les rongeurs se régalent. Ils empêchent ainsi la dissémination de cet arbre qui, en outre, a été longtemps victime de l'exploitation des alpages.
En Sibérie et dans les Alpes, la reproduction des arolles est assurée en partie par un oiseau, le Casse-noix moucheté (Nucifraga caryocatacte). Celui-ci extrait les graines des cônes, qu'il casse avec son bec, et les enfouit sous terre dans plusieurs centaines de caches disséminées sur son territoire de reproduction pour constituer des réserves. Cependant, malgré une extraordinaire mémoire, l'oiseau finit par oublier les trois quarts de ses cachettes, ce qui permettra, quelques mois plus tard, la germination de nombreuses graines. Il arrive que certaines années les arolles ne fructifient pas ; les casse-noix migrent alors vers d’autres régions pour tenter de trouver de quoi se nourrir.
Le Pin cembro s’associe dans les Alpes à l’Épicéa commun (Picea abies), au Pin à crochets (Pinus uncinata), mais surtout au Mélèze d'Europe (Larix decidua) et en Sibérie à l’épicéa Picea obovata et au sapin Abies sibirica.
La croissance du Pin cembro est très lente, surtout les premières années, et il est très longévif : certains spécimens peuvent atteindre 600 ans.

## Usages

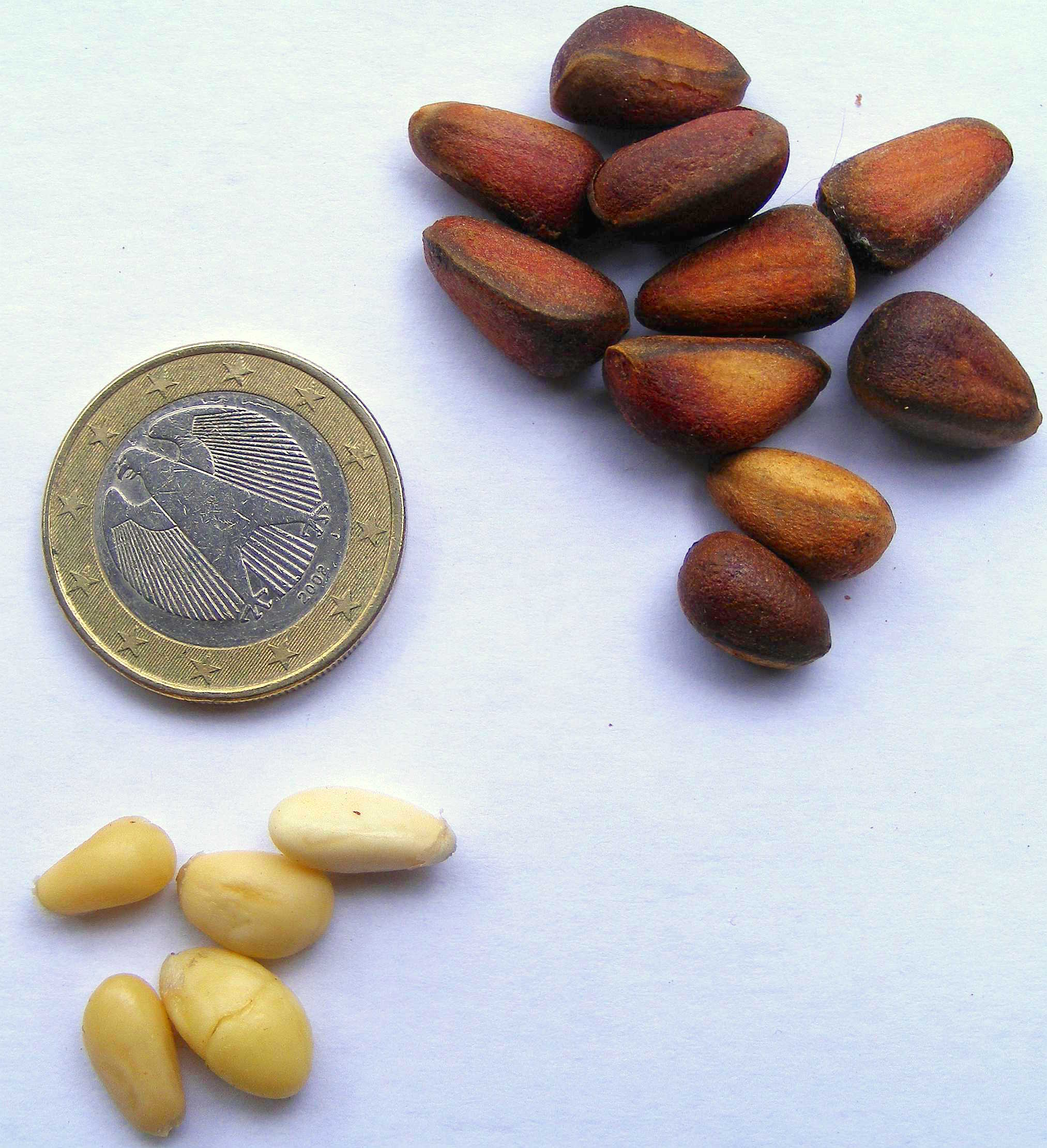
Pignons de pin cembro avec et sans coquilles.

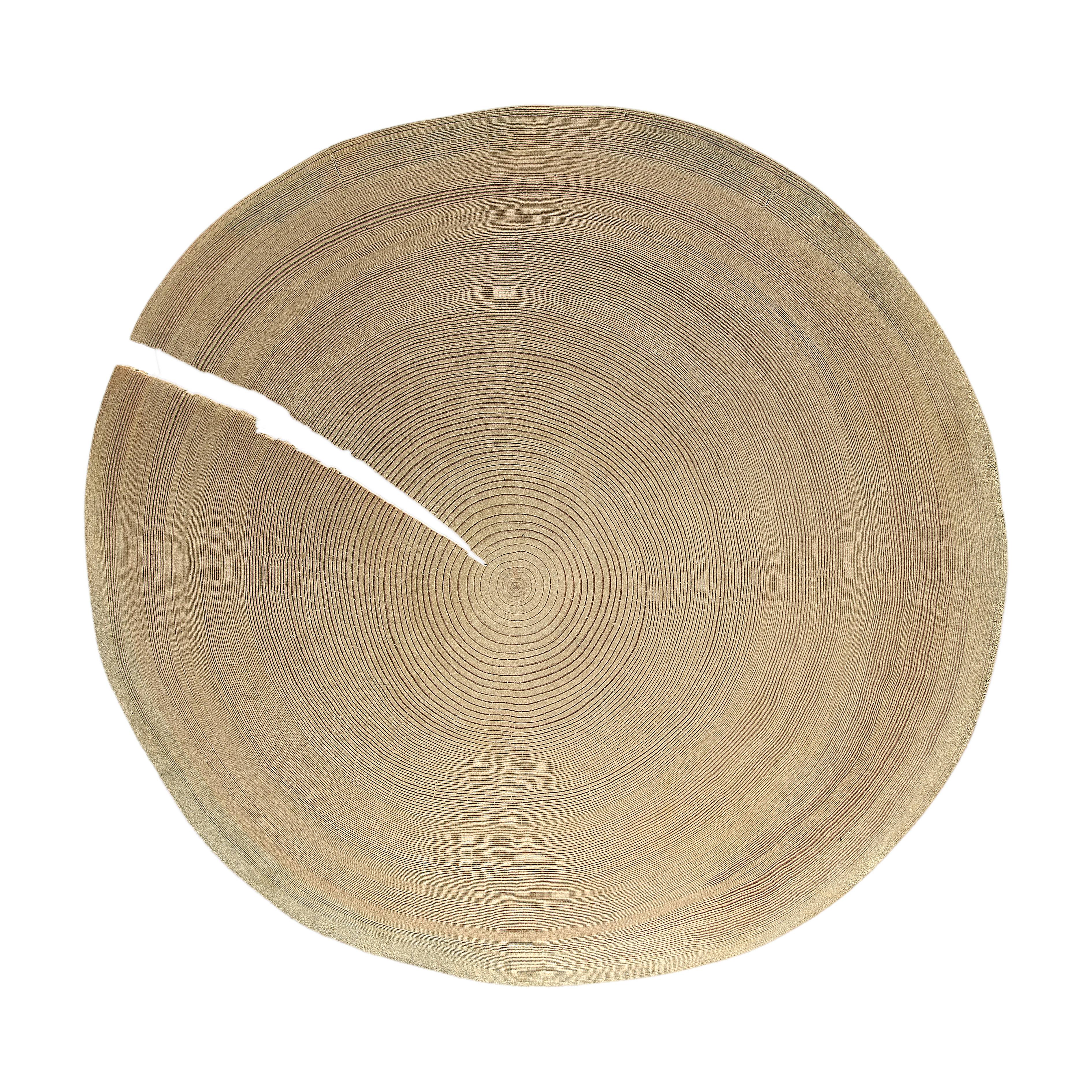
Coupe d'un spécimen des Dolomites âgé de 181 ans.

Dans les Alpes, l'arolle est utilisé pour l’ébénisterie, la sculpture, car son bois est tendre et facile à travailler ; de couleur miel, il dégage une odeur particulière qui aurait des propriétés insectifuges.
Ses pignons (appelés « auves » dans les Alpes françaises) sont également comestibles.
Les différents noms du pin cembro se retrouvent parfois dans la toponymie des Alpes. Par exemple Arolla en Valais, dominé par une forêt d'arolles. Un toponyme indiquant une forêt d'arolles est également Arolley, sur la commune valdôtaine de La Thuile. Toujours en Vallée d'Aoste, dans le haut val de Cogne, on trouve aussi le col de l'Arolla et le sommet de la Grande Arolla, pour ne citer que deux exemples.
En Suisse où l'arolle formait avec le mélèze la dernière « ceinture forestière » d'altitude, juste au-dessous de la limite supérieure des arbres, à l’initiative du chirurgien saint-gallois Theo Gerber, environ 80 000 arbres  ont été plantés  de 1974 à 2006 pour reconstituer l’arolière disparue de la haute vallée du Rhin postérieur, dans le cadre d’un projet associant particuliers et administration forestière cantonale.